# Tandberg

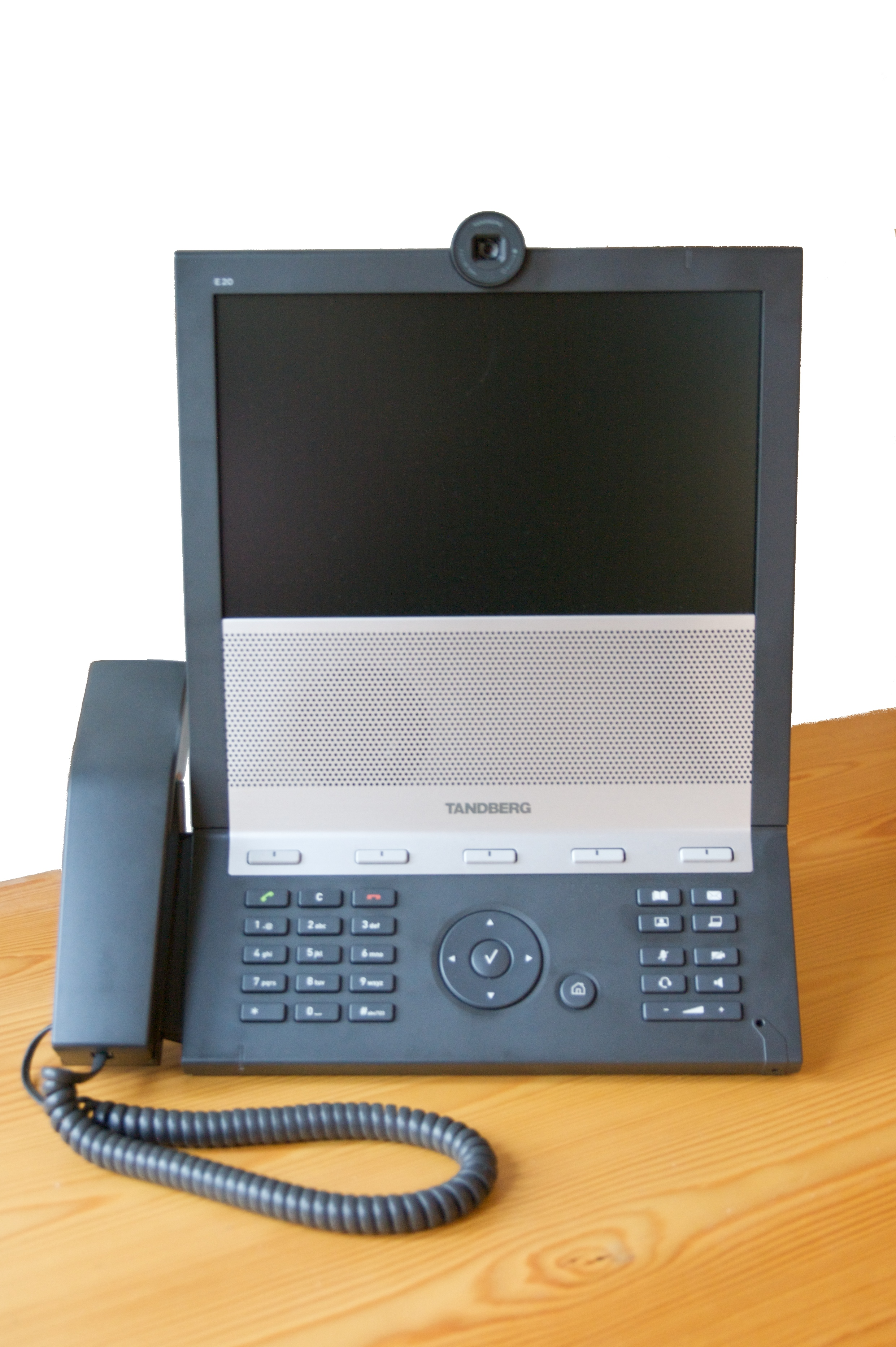
Tandberg E20，2008年出品的視訊會議系統

Tandberg是一個視訊會議系統製造商，總部位於挪威奧斯陸和美國紐約市。
1933年由電子工程師Vebjørn Tandberg 成立了一家名叫 Tandbergs Radiofabrikk 的公司，最初生產揚聲器。
1999年，該公司收購挪威的Internet Technology AS 以從事H.323標準的產品。
2009年10月，思科提出了30億美元表示願意收購Tandberg。